# Greg Rusedski
Gregory Rusedski, detto Greg (Montréal, 6 settembre 1973), è un ex tennista canadese naturalizzato britannico nel 1995.
Mancino, dotato di un ottimo e potentissimo servizio ad uscire, Rusedski ha offerto le sue migliori prestazioni sui campi veloci, in particolare sull'erba.
Dall'anno del suo esordio tra i professionisti (1989), Rusedski ha vinto in totale 436 partite, conquistando 15 successi nei tornei dell'ATP. Il 6 ottobre 1997 ha raggiunto il numero 4 delle classifiche mondiali (suo best ranking).
Il primo risultato di rilievo furono gli ottavi di finale raggiunti a Wimbledon nel 1995, sconfitto poi da Pete Sampras. Nel 1997, sempre nel torneo londinese, si spinse fino ai quarti di finale ma soprattutto arrivò in finale agli US Open, dove perse in 4 set da Patrick Rafter. Nel 1998 vinse il Paris Masters, sconfiggendo in finale Sampras. Infine nel 1999 si aggiudicò la Grand Slam Cup, vincendo in finale contro Tommy Haas. Nel suo palmarès si conta anche la finale persa all'Indian Wells Openl 1998 contro Marcelo Ríos.
Nel 2007, dopo un lungo calvario dovuto a continui guai fisici, Rusedski ha annunciato il ritiro dalle competizioni.

## Statistiche

### Finali del Grande Slam (1)

#### Perse (1)
| Anno | Torneo  | Avversario in finale | Punteggio          |
| 1997 | US Open | Patrick Rafter       | 3-6, 2-6, 6-4, 5-7 |

### Singolare

#### Vittorie (15)
| Legenda                     |
| Grande Slam (0)             |
| Tennis Masters Cup (0)      |
| Grand Slam Cup (1)          |
| ATP Masters Series (1)      |
| ATP Championship Series (3) |
| ATP World Series (10)       |

| Legenda superfici |
| Cemento (7)       |
| Terra (0)         |
| Erba (5)          |
| Sintetico (3)     |

| N.  | Data             | Torneo                                          | Superficie | Avversario della finale | Risultato              |
| --- | ---------------- | ----------------------------------------------- | ---------- | ----------------------- | ---------------------- |
| 1.  | 11 luglio 1993   | Hall of Fame Tennis Championships, Newport (1)  | Erba       | Javier Frana            | 7-5 6(7)–7 7–6(5)      |
| 2.  | 30 aprile 1995   | Seoul Open, Seul                                | Cemento    | Lars Rehmann            | 6-4 3-1 RIT.           |
| 3.  | 13 ottobre 1996  | China Open, Pechino                             | Sintetico  | Martin Damm             | 7–6(5) 6-4             |
| 4.  | 22 giugno 1997   | Nottingham Open, Nottingham (1)                 | Erba       | Karol Kučera            | 6-4 7-5                |
| 5.  | 5 ottobre 1997   | Swiss Indoors, Basilea                          | Sintetico  | Mark Philippoussis      | 6-3 7–6(6) 7–6(3)      |
| 6.  | 22 febbraio 1998 | European Community Championship 1994, Anversa   | Cemento    | Marc Rosset             | 7–6(3) 3-6 6-1 6-4     |
| 7.  | 8 novembre 1998  | Parigi, Francia                                 | Sintetico  | Pete Sampras            | 6-4 7–6(4) 6-3         |
| 8.  | 3 ottobre 1999   | Grand Slam Cup, Monaco di Baviera               | Cemento    | Tommy Haas              | 6-3 6-4 6(5)–7 7–6(5)  |
| 9.  | 17 ottobre 1999  | Vienna Open, Vienna                             | Cemento    | Nicolas Kiefer          | 6(5)–7 2-6 6-3 7-5 6-4 |
| 10. | 4 marzo 2001     | Pacific Coast Championships, San José           | Cemento    | Andre Agassi            | 6-3 6-4                |
| 11. | 13 gennaio 2002  | Auckland Open, Auckland                         | Cemento    | Jérôme Golmard          | 6(0)–7 6-4 7-5         |
| 12. | 18 agosto 2002   | Indianapolis Tennis Championships, Indianapolis | Cemento    | Félix Mantilla          | 6(6)–7 6-4 6-4         |
| 13. | 22 giugno 2003   | Nottingham Open, Nottingham (2)                 | Erba       | Mardy Fish              | 6-3 6-2                |
| 14. | 11 luglio 2004   | Hall of Fame Tennis Championships, Newport (2)  | Erba       | Alexander Popp          | 7–6(5) 7–6(2)          |
| 15. | 10 luglio 2005   | Hall of Fame Tennis Championships, Newport (3)  | Erba       | Vince Spadea            | 7–6(3) 2-6 6-4         |

#### Sconfitte in finale (12)
| Legenda                     |
| Grande Slam (1)             |
| Tennis Masters Cup (0)      |
| Grand Slam Cup (0)          |
| ATP Masters Series (1)      |
| ATP Championship Series (2) |
| ATP World Series (8)        |

| N.  | Data              | Torneo                                            | Superficie    | Avversario della finale | Risultato               |
| --- | ----------------- | ------------------------------------------------- | ------------- | ----------------------- | ----------------------- |
| 1.  | 25 ottobre, 1993  | China Open, Pechino                               | Sintetico     | Michael Chang           | 7–6, 6–7, 6–4           |
| 2.  | 22 maggio, 1995   | International Tennis Championships, Coral Springs | Terra rossa   | Todd Woodbridge         | 6–4, 6–2                |
| 3.  | 3 febbraio, 1997  | Croatian Indoors, Zagabria                        | Sintetico (i) | Goran Ivanišević        | 7–6, 4–6, 7–6           |
| 4.  | 17 febbraio, 1997 | Pacific Coast Championships, San José             | Cemento (i)   | Pete Sampras            | 3–6, 5–0, ret.          |
| 5.  | 8 settembre, 1997 | US Open, New York                                 | Cemento       | Patrick Rafter          | 6–3, 6–2, 4–6, 7–5      |
| 6.  | 13 ottobre, 1997  | Vienna Open, Vienna                               | Sintetico (i) | Goran Ivanišević        | 3–6, 6–7, 7–6, 6–2, 6–3 |
| 7.  | 9 febbraio, 1998  | Croatian Indoors, Spalato                         | Sintetico (i) | Goran Ivanišević        | 7–6, 7–6                |
| 8.  | 16 marzo, 1998    | Indian Wells Masters, Indian Wells                | Cemento       | Marcelo Ríos            | 6–3, 6–7, 7–6, 6–4      |
| 9.  | 5 ottobre, 1998   | Grand Prix de Tennis de Toulouse, Tolosa          | Cemento (i)   | Jan Siemerink           | 6–4, 6–4                |
| 10. | 1º marzo, 1999    | London Indoor, Londra                             | Sintetico (i) | Richard Krajicek        | 7–6, 6–7, 7–5           |
| 11. | 30 agosto, 1999   | U.S. Pro Tennis Championships, Boston             | Cemento       | Marat Safin             | 6–4, 7–6                |
| 12. | 18 ottobre, 2004  | Kremlin Cup, Mosca                                | Sintetico     | Nikolaj Davydenko       | 3–6, 6–3, 7–5           |

### Doppio

#### Vittorie (3)
| N. | Data | Torneo                                     | Superficie    | Partner             | Avversari in finale             | Punteggio     |
| 1. | 1994 | Hall of Fame Tennis Championships, Newport | Erba          | Alex Antonitsch     | Kent Kinnear David Wheaton      | 6–4, 3–6, 6–4 |
| 2. | 1996 | Bournemouth Open,Bournemouth               | Cemento       | Marc-Kevin Goellner | Rodolphe Gilbert e Nuno Marques | 6–3 7–6       |
| 3. | 1999 | London Indoor, Londra                      | Sintetico (i) | Tim Henman          | Byron Black e Wayne Ferreira    | 6–3 7–6       |

#### Sconfitte in finale (2)
| N. | Data | Torneo                      | Superficie | Partner         | Avversari in finale      | Punteggio |
| 1. | 1994 | Vienna Open, Vienna         | Cemento    | Alex Antonitsch | Mike Bauer e David Rikl  | 6–3 7–6   |
| 2. | 1995 | Copenaghen Open, Copenaghen | Sintetico  | Guillaume Raoux | Mark Keil e Peter Nyborg | 6–3 7–6   |

## Risultati nei tornei del Grande Slam
| Torneo          | 2006 | 2005 | 2004 | 2003 | 2002 | 2001 | 2000 | 1999 | 1998 | 1997 | 1996 | 1995 | 1994 | 1993 |
| --------------- | ---- | ---- | ---- | ---- | ---- | ---- | ---- | ---- | ---- | ---- | ---- | ---- | ---- | ---- |
| Australian Open | -    | 2T   | 1T   | -    | 3T   | 4T   | -    | 2T   | 3T   | 1T   | 1T   | 3T   | 1T   | -    |
| Roland Garros   | 1T   | 1T   | -    | 1T   | -    | 2T   | 1T   | 4T   | 1T   | 1T   | 2T   | -    | 3T   | -    |
| Wimbledon       | 1T   | 2T   | 2T   | 2T   | 4T   | 4T   | 1T   | 4T   | 1T   | QF   | 2T   | 4T   | 2T   | 1T   |
| US Open         | 1T   | 1T   | 1T   | 1T   | 3T   | 3T   | 2T   | 4T   | 3T   | F    | 1T   | 1T   | 1T   | -    |